# Anzata Ouattara
Anzata Ouattara est une journaliste et écrivaine ivoirienne née le 12 janvier 1974, à Bondoukou, dans le nord-est de la Côte d'Ivoire. 

## Biographie
Anzata Ouattara naît le 12 janvier 1974 à Bondoukou, dans le nord-est de la Côte d’Ivoire. Elle est diplômée d'un Master en Journalisme obtenu à l'Institut des Sciences et Techniques de la Communication (ISTC) à Abidjan.
Anzata Ouattara exerce comme journaliste à l'hebdomadaire Go Magazine. Elle exerce de 2014 à 2015 en qualité d'attachée de presse au Conseil constitutionnel de la Côte d'Ivoire. Elle est aussi membre de l'Observatoire de la liberté de la presse, l'éthique et de la déontologie (OLPED) et de l'Union internationale de la presse francophone (UPF)[réf. nécessaire].
Anzata Ouattara est la présidente du Réseau des cadres du Gontougo (RECAG) qui regroupe les départements de Bondoukou, Tanda, Koun-Fao, Transua, Kouassi Datékro et Sandégué.

## Publications
Anzata Ouattara publie dans le magazine féminin Go Magazine des nouvelles rassemblées sous l'étiquette « Les coups de la vie », qui met en scène des personnages marqués par des événements qui ont changé le cours de leur existence. Ces nouvelles, inspirées des problèmes conjugaux que les abonnés du magazine soumettent à la journaliste, sont publiées plus tard en volume ou tome. Anzata Ouattara possède sa propre maison d’édition, les Éditions Mouna qui édite certains de ses ouvrages[réf. souhaitée]. 

## Réception
Anzata Ouattara connait du succès dans sa carrière d'écrivaine, ce qui lui permet de vivre de l'écriture. Ses livres lui valent des distinctions et lui permettent de se classer à la troisième place des meilleures ventes littéraires en Côte d’Ivoire, derrière Isaïe Biton et Bernard Dadié. L'autrice est comparée à Isaïe Biton, un autre auteur à succès ivoirien. 
En 2013, le tome 5 des Coups de la vie se vend à 3 771 exemplaires, ce qui représente la meilleure vente de l'année dans le pays. La presse ivoirienne la qualifie de « grande vendeuse de livres ». Ce succès littéraire s'appuie sur un lectorat  majoritairement « d'origine culturelle modeste ».
L'autrice fait l'objet de critiques de la part de certains écrivains et critiques littéraires qui considèrent ses œuvres comme de la sous-littérature. Anzata Ouattara répond qu'elle fait de la littérature et que tout autre qualificatif est un mépris envers son lectorat, se reconnaissant dans son travail. Le directeur de la maison d'éditions Go média, Lassane Zohoré, évoque quant à lui un « regard parfois acerbe et méprisant de certains critiques littéraires allergiques aux livres dépourvus de pédantisme » et défend les qualités de l'autrice.

## Filmographie
- Best of les coups de la vie, tome 1 (2009, Go Media)[11].
- Best of les coups de la vie, tome 2 (2010, Go Media).
- Best of les coups de la vie, tome 3 (2011, Go Media).
- Best of les coups de la vie, tome 4 (2012, Go Media).
- Best of les coups de la vie, tome 5 (2013, Go Media)[12].
- Les coups de la vie, tome 7[13].

## Distinctions
Anzata Ouattara est l’une des écrivaines les plus lues d’Afrique de l’Ouest, avec à son actif plusieurs prix récompensant son succès. Ses œuvres se classent parmi les meilleures ventes du réseau Libraire de France groupe, particulièrement les tomes 1, 4 et 5 du « Les coups de la vie » qui ont été respectivement best-sellers en 2009, 2011 et 2013. Elle est actuellement marraine du Trophée des Plumes 2021, le concours d’écriture organisé par Orange Money et YouScribe. Elle a également été décorée au dernier Fespaco, le festival du cinéma et de la télévision de Ouagadougou. En prélude à l’ouverture officielle de la 12e édition du Salon international du livre d’Abidjan (Sila), Le prix Sila de l’édition est revenu aux éditions Mouna grâce à l’œuvre intitulée Agba le manioc d'Anzata Ouattara.
- Oscars de la communication du Zanzan[18].
- Prix Librairie de France de la meilleure vente 2013[19].
- Super prix Michel Kouamé du meilleur journaliste de l’année 2017[20].
- Troisième prix d’excellence de la littérature 2022[21].

## Adaptations
Les coups de la vie sont adaptés à la télévision sous la forme d'une série. L'adaptation contribue au succès des livres. En 2024, le roman Altiné... mon unique péché est adapté à la télévision en une série de 22 épisodes. La série aborde les difficultés sociales de la population ivoirienne dont  « les grossesses en milieu scolaire, l'impact des réseaux sociaux, les coups bas, la mauvaise éducation et les violences conjugales. »

## Illustration
Le livre Les coups de la vie a été illustré par Fabrice Dan.

## Engagement
En juillet 2022, lors de la neuvième édition du Mérite scolaire, Anzata Ouattara insiste sur l'importance de l'éducation des jeunes filles et salue des améliorations dans ce domaine dans la ville de Bondoukou[réf. nécessaire].
En décembre 2024, elle a participé à la huitième édition de la caravane littéraire « Les Coups de la vie tour » à Bondoukou,, dont l'objectif est de promouvoir la lecture et le développement durable. Elle a tenu une conférence sur l'insertion professionnelle devant les étudiants de l'université. La caravane comprenait également une parade sportive et des initiatives – comme des ateliers de sensibilisation, des conférences et des activités ludiques – sur le développement durable,.